# Wieners
Wieners Brasil: Os salsichas  é um filme de comédia estadunidense lançado em 3 de junho de 2008. Foi escrita por Suzanne Francis e Gabe Grifoni e dirigido por Mark Steilen. Lançado diretamente em DVD

## Sinopse
Quando Joel (Fran Kranz) é humilhado publicamente em rede nacional pelo “Dr. Dwayne” (Darrell Hammond), ele fica numa pior até que seus amigos Wyatt (Kenan Thompson) e Ben (Zachary Levi) o convencem a se juntar a eles em uma viagem pelo país para dar uma lição no Dr. Dwayne. Os três rapazes partem na van do Wyatt adaptada para vender cachorro-quente, distribuindo os sanduíches de graça pelos Estados Unidos e encontrando no caminho uma infinidade de excêntricos, malucos e fracassados, inclusive hippies melequentos, garotas de "mão leve", um "garoto-morsa" e a Srta. Isaac (Jenny McCarthy), uma bela professora de 6ª série.

## Elenco
- Fran Kranz como Joel
- Kenan Thompson como Wyatt
- Zachary Levi como Ben
- Darrell Hammond como Dr. Dwayne
- Jenny McCarthy como Ms. Isaac
- Andy Milonakis como Drake Hanswald/Timmy O'Shamus
- Mindy Sterling como Mrs. Applebaum
- Blake Clark como Mr. Applebaum
- Joel Moore como Greg
- Kyle Gass como Walrus Boy
- Sarah Drew como Karen